# Y sólo tú
«Y sólo tú» es una canción grabada por el cantante José María Bacchelli y compuesta por Amado Jaén. Fue la canción seleccionada para representar a España en el Festival de la Canción de Eurovisión 1981, celebrado en Dublín.
La canción es un número moderadamente rápido en el que Baccelli canta sobre su amada, diciendo que es feliz solo cuando ambos están juntos.

## Festival de Eurovisión
La canción se interpretó en el décimo lugar de la noche, siguiendo al francés Jean Gabilou con «Humanahum» y precediendo a la holandesa Linda Williams con «Het is een wonder». Al cierre de la votación, había recibido 38 puntos, ubicándose en el puesto 14.